# Re-Arranged
"Re-Arranged" é uma canção escrita por E. Barrier, C. Bobbit, Wes Borland, J. Brown, B. Byrd, Fred Durst, W. Griffin, John Otto e Sam Rivers, gravada pela banda Limp Bizkit.
É o segundo single do segundo álbum de estúdio lançado em 1999, Significant Other.

## Paradas
| Ano  | Parada                     | Posição |
| ---- | -------------------------- | ------- |
| 1999 | Hot Mainstream Rock Tracks | 8       |
| 1999 | Alternative Songs          | 1       |
| 1999 | Billboard Hot 100          | 75      |